# Sonobe
Pour les articles homonymes, voir Sonobe (homonymie).
Sonobe (園部町, Sonobe-chō) est un ancien bourg situé dans le district de Funai de la préfecture de Kyoto au Japon.
En 2003, le bourg comptait une population de 16 958 habitants. C'est la ville natale du concepteur de jeux vidéo Shigeru Miyamoto.
Le 1er janvier 2006, Sonobe a fusionné avec les bourgs de Hiyoshi et de Yagi, tous deux du district de Funai, et avec le bourg de Miyama, du district de Kitakuwada, pour former la ville nouvelle de Nantan, dont Sonobe est le centre administratif.